# Andrena freygessneri
Andrena freygessneri là một loài Hymenoptera trong họ Andrenidae. Loài này được Alfken mô tả khoa học năm 1904.